# Pseudimalmus
Pseudimalmus is een kevergeslacht uit de familie van de boktorren (Cerambycidae). De wetenschappelijke naam van het geslacht werd voor het eerst geldig gepubliceerd in 1934 door Breuning.

## Soorten
Pseudimalmus is monotypisch en omvat slechts de volgende soort:
- Pseudimalmus fasciatus (Hintz, 1919)